# Santo Domingo de Pirón
Santo Domingo de Pirón est une commune de la province de Ségovie dans la communauté autonome de Castille-et-León en Espagne.

## Légendes
Légende du Tuerto de Pirón. Fernando Delgado Sanz, plus connu sous le nom d'El Tuerto de Pirón, était un bandit né en 1846 à Santo Domingo de Pirón. Il a volé les riches, pillé les églises et les routes, a agi principalement dans la Sierra de Guadarrama et dans le bassin du Río Pirón, bien que ses histoires soient célèbres dans toute la province de Ségovie et une partie de Madrid,. Selon l'histoire en 1866, lorsqu'il retourna à Santo Domingo de Pirón à la fin de son service militaire, sa petite amie de Santo Domingo de Pirón, avec qui il était fiancé, s'était mariée après la pression familiale. Il a donc décidé de commencer sa carrière en volant et en humiliant le père de son ancienne petite amie qui était chef dans la région,. Une chanson a été chantée dans toute la région qui disait :
A Santo Domingo de Pirón, chaque voisin est un voleur ; moins chez le maire ; que sont le fils et le père.